# Klaus von Woyski
Klaus von Woyski (* 9. Januar 1931 in Stolp; † 11. Mai 2017 in Berlin) war ein deutscher Maler, Grafiker und Restaurator.

## Leben
Klaus von Woyski wuchs als jüngster von drei Söhnen der Familie von Woyski in Stolp und Ritzow auf. 1946 wurde er mit seinen Eltern und dem Bruder Jürgen (1929–2000) von dort ausgesiedelt. Die Familie kam 1947 nach Osterwieck in den Harz, während der älteste Bruder, Wolfgang (1926–2007), in Bonn Evangelische Theologie zu studieren begann und später Pfarrer im Rheinland wurde.
Klaus von Woyski begann 1947 eine Zimmermannslehre. Nach einem Jahr brach von Woyski die Lehre ab und nahm gemeinsam mit seinem Bruder Jürgen ein Kunststudium an der Kunsthochschule Burg Giebichenstein in Halle (Saale) auf. Nach dem Grundstudium bei Joachim Heuer wurde er in die Malerei-Klasse von Charles Crodel aufgenommen. Sein Bruder Jürgen ging in die Bildhauereiklasse von Gustav Weidanz. Nachdem 1951 Charles Crodel dem Ruf nach München folgte, wurde Kurt Bunge sein Lehrer. Klaus von Woyski beschäftigte sich neben seiner eigenen künstlerischen Arbeit auch intensiv mit Maltechniken Alter Meister und der Gemälde- und Plastik-Restaurierung. Nach dem Diplom 1956 erhielt er eine Anstellung als Restaurator an der Staatlichen Galerie Moritzburg in Halle. Es folgten zahlreiche Ausstellungsbeteiligungen, aber auch die aktive Mitgliedschaft in Alfons Zschockelts Jazz-Band, mit der er als Washboard-Spieler 1957 an Plattenaufnahmen beteiligt war.
Klaus von Woyski erhielt 1960 einen Lehrauftrag über Maltechniken an der Kunstschule Burg Giebichenstein, trotzdem floh er am 19. August 1960 mit seiner jungen Familie über West-Berlin in die Bundesrepublik Deutschland. Er hatte 1955 geheiratet, 1956 wurde die Tochter Franziska geboren. In Westdeutschland bekam er die Möglichkeit, Mitarbeiter seines zuvor geflüchteten Lehrers Kurt Bunge bei Restaurierungsarbeiten zu werden, unter anderem am Stadtschloss Wiesbaden, in Oldenburg, am Fasanenschlösschen in Karlsruhe sowie bei Arbeiten des Bildhauers Ludwig Münstermann.
Von Woyski trat dem Verband Bildender Künstler Kassel bei und wandte sich in dieser Zeit gegenstandsloser Malerei zu, zahlreiche Ausstellungsbeteiligungen folgten. 1966 erhielt von Woyski eine Anstellung als Restaurator an den Staatlichen Kunstsammlungen Kassel.
1970 übernahm er die neu geschaffene Stelle des Restaurators für das Deutsche Archäologische Institut, Abteilung Athen. Von Woyski betreute bis zu seiner Pensionierung 1997 die gesamten deutschen Ausgrabungen in Griechenland auf Samos, in Olympia, in Athen-Kerameikos und in Tyrins restauratorisch. Helmut Kyrieleis vom Deutschen Archäologischen Institut sagte über Klaus von Woyski, dass er jahrelang wertvolle Aufbauarbeit geleistet habe, denn neben seiner restauratorischen Arbeit an den Grabungsstätten richtete er Restaurierungswerkstätten ein.
Seit der Übersiedlung der gesamten Familie 1970 nach Griechenland wandelte sich durch die neuen Landschaftseindrücke und durch das griechische Licht der Malstil Klaus von Woyskis wieder ins Realistische. Er malte die griechische Landschaft ohne Anekdoten in ihrer herben Schönheit. Er bevorzugte die Technik der Schichtenmalerei auf Kreidegrund.
Nach seiner Pensionierung kehrte von Woyski nach 27 Jahren nach Deutschland zurück. Er lebte bis 2015 in Hanau und war immer noch als Maler aktiv. Zudem übernahm er immer wieder restauratorische Arbeiten in Griechenland. Seine Tochter Franziska von Woyski wurde ebenfalls Malerin. Ab 2015 lebte von Woyski in Berlin.

## Ausstellungen
(Einzelausstellungen/Auswahl)
- 1973 Galerie Kühl, Hannover
- 1980 Galerie im Hof, Gifhorn
- 1981 Galerie Stula, Hannover
- 1991 Goethe-Institut, Athen
- 1999 Kunstverein „Talstrasse“, Halle[2]
- 1999 Museum für Kunst und Gewerbe Hamburg
- 2000 Galerie Flierl, Berlin
- 2006 Museum Schloss Hohentübingen
- 2006 Galerie Eurasia, Brüssel
- 2010 Galerie Dr. Stelzer und Zaglmaier, Halle (Saale); mit seiner Tochter Franziska von Woyski

## Veröffentlichungen
- Alfons Zschockelt’s Jazz-Band, Halle: I’ve found a new baby / Williams – Palmer. VEB Deutsche Schallplatten, Berlin, 1957
- Alfons Zschockelt’s Jazz-Band, Halle: That da-da-strain / Dowell – Medino. VEB Deutsche Schallplatten, Berlin, 1957
- Ursula Knigge, Rudolf H. W. Stichel, Klaus von Woyski (Hrsg.): Kerameikos: Tätigkeitsbericht 1975/76. In: Archäologischer Anzeiger 1978